# Bridge Castle

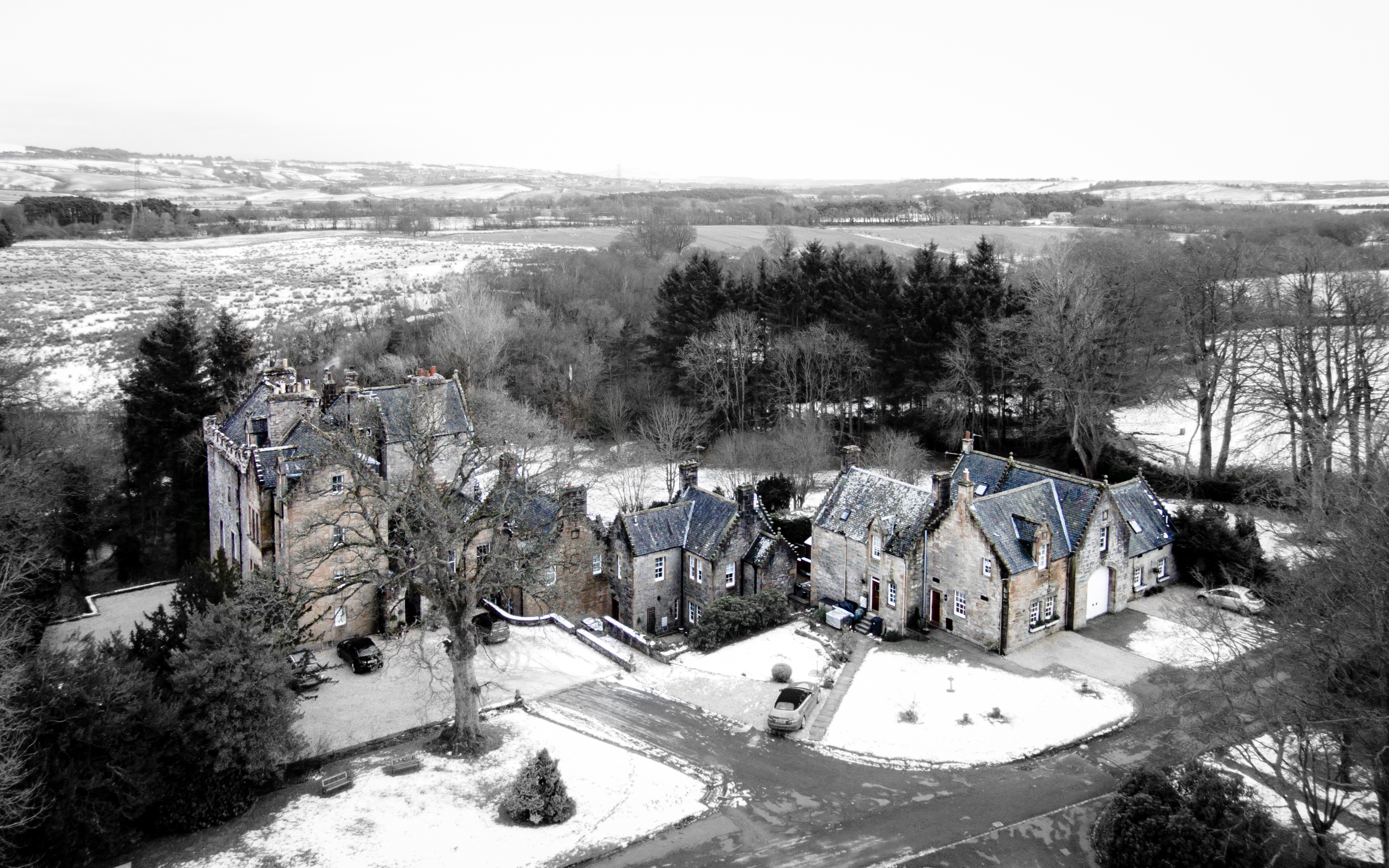
Luftbild von Bridge Castle (3. Februar 2015)

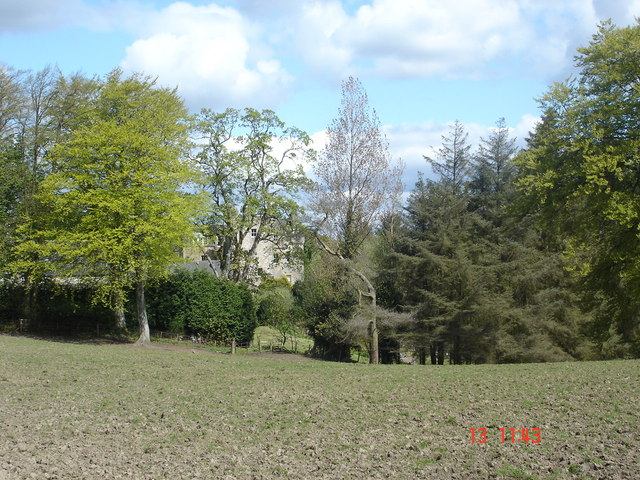
Bridge Castle durch die Bäume gesehen (2006)

Bridge Castle ist eine Burg mit L-förmigem Grundriss auf einem felsigen Gelände 4,8 km nordwestlich von Bathgate in der schottischen Council Area West Lothian. Die Burg aus dem 16. Jahrhundert liegt am Westufer des Barbauchlaw Burn. Der frühere Name der Burg war Little Brighouse.

## Geschichte
1588 wurde die Burg von Alexander Stewart an William Livingston, 6. Lord Livingston, verkauft. Lord Livingstone ließ vermutlich einen weiteren Flügel an die Burg anbauen. Nachdem die Livingstons den Jakobitenaufstand 1715 unterstützt hatten, hatten sie ihre Ländereien und ihre Titel verwirkt. Der Clan Hope erwarb das Anwesen und es verblieb seither in ihrem Besitz. Der Architekt James Maitland Wardrop veränderte das Innere der Burg und erweiterte sie in Form eines viktorianischen Landhauses. Seit 1971 hat Historic Scotland das Gebäude als historisches Bauwerk der Kategorie B gelistet. Damals wurde es als Hotel genutzt.

## Architektur
Die Burg war ursprünglich ein rechteckiges Gebäude, drei Vollstockwerke und ein Dachgeschoss hoch. Ein Flügel mit Staffelgiebeln wurde hinzugefügt, sodass sich ein L-förmiger Grundriss ergab. Die Brüstung der ursprünglichen Turms wurde als Verbindung zum neuen Flügel über eine zurückgesetzte Oberschwelle gebrückt. Das unterste Geschoss ist gewölbt, während die anderen Geschosse modernisiert wurden. Im Innenwinkel des L-förmigen Hauses befindet sich ein Treppenturm mit rundem Querschnitt, der oben in einen quadratischen Querschnitt übergeht. Ein neuer Eingang führt durch neugotische Vorhalle mit Ziergiebel.